# Stefano II di Napoli
Stefano II di Napoli (VIII secolo – 799) è stato un vescovo bizantino, Duca di Napoli dal 755 al 766, in un periodo di transizione molto importante per la storia della città.

## Biografia
Divenne, su mandato del patriziato siciliano, il leader dell'aristocrazia locale ed alla fine del suo regno, grazie ad una rottura pressoché definitiva con l'Impero Bizantino, Napoli si rese praticamente indipendente, pur attraversando un periodo di crisi almeno sino all'elezione di Sergio I nell'840.
Fu signore assoluto della città e fautore della riaffermazione della lingua e della cultura latina, sottratta così all'influenza bizantina e fu il fautore della scomparsa dalla moneta cittadina dell'effigie dell'imperatore, sostituita con quella di San Gennaro.
Nei suoi primi anni di regno, Stefano mostrò comunque una sorta di deferenza almeno formale verso l'imperatore, come ad esempio in occasione della nomina del vescovo Paolo II (761) al quale il duca vietò di recarsi a Roma per essere consacrato dal papa Paolo I; in tale occasione il presule, allontanatosi comunque da Napoli, fu respinto al suo ritorno in città e relegato nella Chiesa di San Gennaro Extra Moenia.
Nonostante l'appoggio dato alla guerra iconoclasta di Bisanzio, nel 763 Stefano riconobbe l'autorità papale e consentì al vescovo Paolo di fare il suo ritorno in città; questo gesto, probabilmente politicamente calcolato, coincise con la caduta dell'Esarcato di Ravenna per mano longobarda, e con i problemi dei patrizi di Sicilia a fronteggiare le scorrerie dei Saraceni.
La sua politica fu strategica e diplomaticamente riuscì a blandire sia il papa, sia Bisanzio che il protostratega di Sicilia, proseguendo comunque la sua ascesa e divenendo così vescovo di Napoli, al posto di Paolo II; si fece dare l'investitura direttamente dal papa, durante il periodo di pestilenza che si abbatté su Napoli e che decimò la popolazione.
La nuova figura di duca-vescovo ebbe vita breve in quanto, con un'abile mossa strategica, Stefano abdicò in favore di suo figlio, Gregorio II, cedendogli il titolo di duca e mantenendo quello vescovile.